# Ван Чжиган
Ван Чжиган (кит. 王志刚, род. октябрь 1957, Динъюань, Аньхой) — китайский государственный и политический деятель, министр науки и технологий КНР с 19 марта 2018 года.
Ранее член Центральной комиссии КПК по проверке дисциплины 16 и 17-го созывов, генеральный директор корпорации China Electronics Technology Group Corporation.
Член Центрального комитета Компартии Китая 18 и 19-го созывов.

## Биография
Родился в октябре 1957 года в уезде Динъюань, провинция Аньхой.
Во время Культурной революции в январе 1976 года был отправлен рабочим в коммуну Чаншань города Чучжоу. После окончания Культурной революции и возобновления всекитайских государственных вступительных экзаменов принят в Северо-Западный институт инженеров связи (позднее вошёл в состав Сидяньского университета), где учился с октября 1978 по июль 1982 года по кафедре теории информации.
После окончания института направлен по распределению инженером в Министерство электронной промышленности КНР (оно же — Четвёртое министерство машиностроения КНР), где проработал более 14 лет. В декабре 1986 года вступил в Коммунистическую партию Китая.
В октябре 1996 года назначен генеральным директором компании China Computer Software and Technical Services Corporation.
С февраля 1999 по февраль 2002 гг. — вице-президент Научно-исследовательского института электроники Министерства информационной промышленности.
В марте 2002 года — заместитель генерального директора, с октября 2008 по апрель 2011 года — генеральный директор China Electronics Technology Group Corporation .
В апреле 2011 года занял должности заместителя министра науки и технологий КНР и замсекретаря партотделения КПК министерства по совместительству, в июле 2012 года назначен секретарём партотделения КПК с сохранением должности замминистра.
19 марта 2018 года решением 1-й сессии Всекитайского собрания народных представителей 13-го созыва утверждён министром науки и технологий КНР.